# CO-32
L'autoroute CO-32 est une courte autoroute urbaine en construction qui reliera les autoroutes A-4 (Madrid - Séville) et A-45 (Cordoue - Malaga) à l'Aéroport de Cordoue située au sud-ouest de l'agglomération.
Elle permettra d'accéder directement à l'Aéroport de Cordoue et sera un nouveau accès à Cordoue depuis le sud

## Tracé
- Elle va prolonger l'A-45 à la bifurcation avec l'A-4 jusqu'à l'Avenida del Aeropuerto à l'ouest de Cordoue